# Prix Stig-Dagerman
Le prix Stig-Dagerman (en suédois : Stig Dagermanpriset) est un prix littéraire suédois annuel attribué depuis 1996 par la société Stig-Dagerman et la municipalité d'Älvkarleby. Il est décerné à une personne ou une organisation qui, dans l'esprit de l'écrivain Stig Dagerman, promeut la liberté d'expression et la compréhension interculturelle. Le montant alloué est aujourd'hui de 50 000 couronnes.

## Palmarès
- 1996 – John Hron (posthume)
- 1997 – Yasar Kemal
- 1998 – La Bibliothèque publique suédoise
- 1999 – Ahmad Shamlou
- 2000 – Roy Andersson
- 2001 – Elsie Johansson
- 2002 – Gitta Sereny
- 2003 – Lukas Moodysson
- 2004 – Elfriede Jelinek
- 2005 – Göran Palm
- 2006 – Sigrid Kahle
- 2007 – Lasse Berg
- 2008 – J. M. G. Le Clézio
- 2009 – Birgitta Wallin et le magazine Karavan
- 2010 – Eduardo Galeano
- 2011 – Judit Benedek et le projet théâtral SOS-Romer
- 2012 – Nawal El Saadawi
- 2013 – No one is illegal
- 2014 – Anders Bodegård
- 2015 – Suzanne Osten
- 2016 – Adonis
- 2017 – Anders Kompass[1],[2]
- 2018 – Amos Oz[3]
- 2019 – Britta Marakatt-Labba